# Papierindustrie

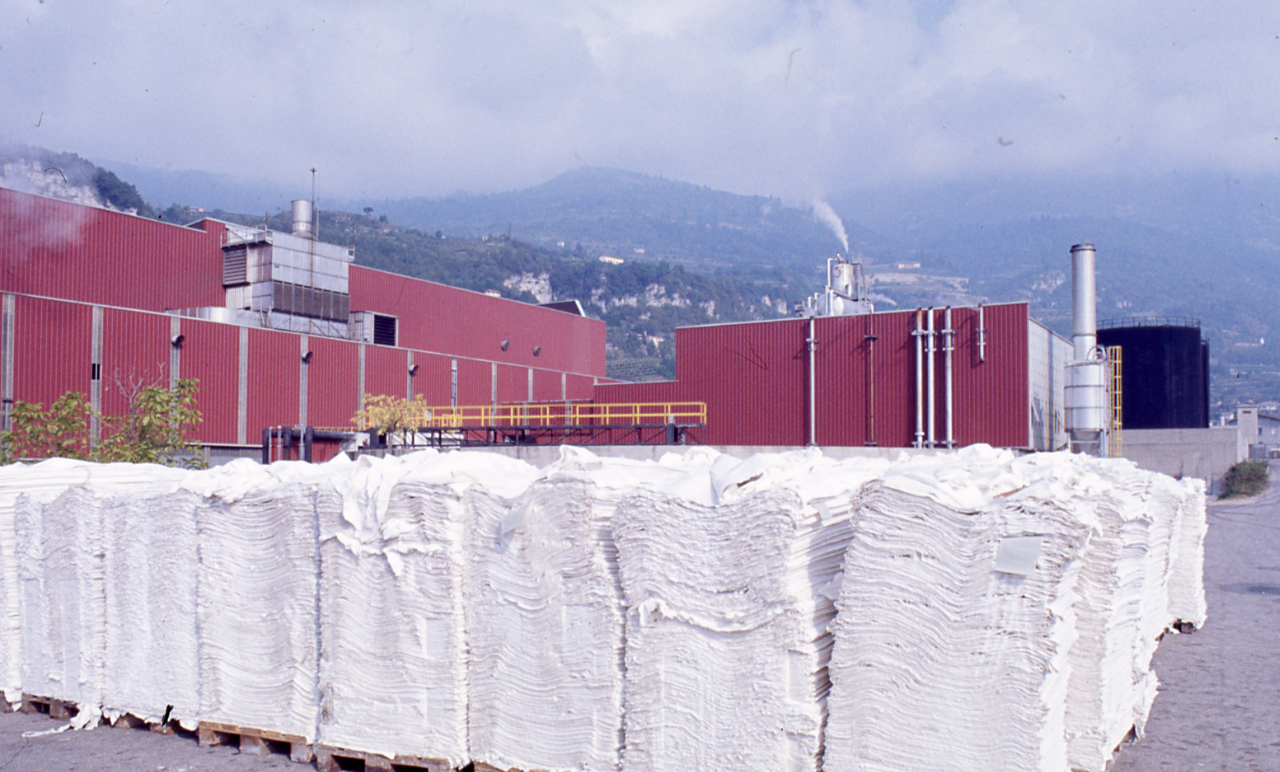
Papierfabrik in Villa Lagarina, Italien (Fotografie von Paolo Monti, 1980)

Die Papierindustrie ist ein Wirtschaftszweig, der zur Grundstoffindustrie gehört und sich mit der Herstellung von Papier, Karton und Pappe befasst. Viele Papier erzeugende Unternehmen sind heute international verflochten.

## Produktspektrum
Der Verband „Die Papierindustrie“ unterscheidet nach den Verwendungszwecken folgende vier Produktbereiche:
- Grafische Papiere
- Papier, Karton und Pappe für Verpackungszwecke
- Hygienepapiere
- Papiere und Pappen für technische und spezielle Verwendungszwecke (Spezialpapiere und spezielle Pappen)

Außerdem handelt die Papierindustrie mit Papierzellstoff und lufttrockenem Holzstoff. Diese Faserstoffe sind Zwischenprodukte (sogenannte Halbstoffe) bei der Produktion von Papier, Karton und Pappe.

## Papierindustrie weltweit
Weltweit wurden im Jahr 2019 knapp 415 Millionen Tonnen Papier, Karton und Pappe produziert. Die größten Produzenten sind (2019):
- Volksrepublik China (108,7 Mio. t)
- Vereinigte Staaten (69,1 Mio. t)
- Japan (25,4 Mio. t)
- Deutschland (22,1 Mio. t)

Viele Unternehmen sind international verflochten. Es wird geschätzt, dass die 20 größten Papierhersteller derzeit einen Anteil von fast 40 % an der weltweiten Papier-, Karton und Pappeproduktion haben.
Die zehn größten Papierhersteller (nach Produktion 2016) weltweit sind:
1. Nine Dragons Paper Holdings Limited
2. International Paper
3. Oji Paper
4. UPM
5. Nippon Paper
6. Smurfit Kappa Group
7. Sappi
8. Stora Enso
9. Resolute Forest Products
10. SCA

## Papierindustrie in Europa
Knapp 22 % der Papierproduktion weltweit entfällt mit rund 90,5 Mio. t auf die europäische Papierindustrie. Die Zahl der Unternehmen, Papierfabriken und Papiermaschinen in Europa ist gesunken, die Produktionskapazität jedoch gleichzeitig gestiegen. Der Umsatz der europäischen Papierindustrie betrug 2021 rund 95 Mrd. EUR. Mehr als 179.000 Menschen arbeiteten 2021 in der europäischen Zellstoff- und Papierindustrie.

## Papierindustrie in Deutschland
Die deutsche Papierindustrie, deren wirtschaftspolitische Interessen durch den Verband Die Papierindustrie vertreten werden, war 2022 mit einem Produktionsvolumen von 21,6 Mio. t Papier, Karton und Pappe die Nummer eins in Europa und steht weltweit hinter China, den USA und Japan an vierter Stelle.
Die Produktion gliedert sich in vier Hauptsortengruppen:
- 58,9 % Verpackungspapiere und -karton
- 27,5 % grafische Papiere
- 6,8 % Hygienepapiere
- 6,8 % technische Papiere und Spezialpapiere

Die knapp 46.000 Mitarbeiter der deutschen Zellstoff- und Papierindustrie erwirtschafteten 2022 in 149 Werken einen Umsatz von 21,2 Mrd. Euro.
Deutschland ist auch einer der größten Absatzmärkte weltweit.  Unter anderem benötigt die exportorientierte deutsche Industrie Packstoffe aus Papier, Karton und Pappe. Die strategische Bedeutung des deutschen Marktes hat dazu geführt, dass – gemessen an der Produktion – rund 50 % der deutschen Papierindustrie in ausländischer Hand sind. Dieser Wert ist jedoch auf Grund neuer Kapazitäten inländischer Unternehmen rückläufig. Neben großen internationalen Konzernen gibt es viele mittelständische Unternehmen, die in ihren Produktsegmenten nicht selten Weltmarktführer sind. Deutschland exportiert 50 % seiner Produktion. Wichtigster Exportmarkt mit 72,5 % ist die EU (28).
Die größten Papierhersteller (2022 nach Produktion in Deutschland) sind:
1. UPM-Kymmene
2. Progroup
3. Papierfabrik Palm
4. Smurfit Kappa
5. Leipa Group
6. Hamburger Rieger
7. Papierfabrik Adolf Jass
8. DS Smith
9. Papier- und Kartonfabrik Varel
10. Sappi

### Aktuelle Lage der deutschen Papierindustrie
Die Produktion der deutschen Papierindustrie ist 2022 um 6,5 Prozent gesunken. Die Unternehmen konnten die gestiegenen Kosten für Energie und Rohstoffe teilweise an die Kunden weitergeben. Das spiegelt sich im Umsatzzuwachs von 36,3 Prozent auf 21,2 Mrd. Euro wider. Laut Die Papierindustrie-Präsident Winfried Schaur hat die Branche trotz der schwierigen Situation auch 2022 ihren Beitrag zur Transformation zu einer CO2-neutralen Produktion geleistet.